# El lector de Julio Verne
El lector de Julio Verne es una novela de Almudena Grandes publicada en 2012 y es la 2º novela de la serie “Episodios de una guerra interminable”, la 1º novela de dicha serie publicada anteriormente en 2010 es Inés y la alegría.

## Sinopsis
Nino nunca podrá olvidar aquel verano de 1947. El protagonista tiene nueve años y es hijo de un guardia civil, reside en la casa cuartel de un pueblo llamado Fuensanta de Martos ubicado en las sierras del sur en la provincia de Jaén. Un forastero misterioso llamado Pepe el Portugués se ha instalado en un molino que se encuentra apartado, se convierten ambos en amigos, y Nino lo convierte en su modelo de hombre el cual le gustaría convertirse algún día. Durante el verano pasan juntos tardes en el río, Nino se jura a sí mismo que nunca va a convertirse en guardia civil y seguir los pasos de su padre. Comienza a dar clases de mecanografía en un cortijo llamado las Rubias, donde una familia de mujeres resiste en la frontera entre llano y monte. Leyendo novelas de aventuras, sobre todo las de Julio Verne, Nino descubre un nuevo mundo y comprende una verdad que nadie le había revelado. En la zona de la Sierra Sur se está librando una guerra, o más bien continua una guerra que nunca acabó, los enemigos que tiene su padre no son los suyos. Después de ese verano, comenzará a ver a los guerrilleros liderados por Cencerro de otro modo y a entender el empeño de su padre en que aprendiera mecanografía.